# Ms. Jackson
"Ms. Jackson" là một bài hát của bộ đôi nghệ sĩ nước Mỹ OutKast nằm trong album phòng thu thứ tư của họ, Stankonia (2000). Nó được phát hành như là đĩa đơn thứ hai trích từ album vào ngày 3 tháng 10 năm 2000 bởi LaFace Records và Arista Records ở những thị trường khác nhau. "Ms. Jackson" được đồng viết lời và sản xuất bởi hai thành viên của nhóm André Benjamin và Antwan Patton với David Sheats, bộ ba nhà sản xuất với tên gọi chung Earthtone III, trong đó sử dụng đoạn nhạc mẫu từ phiên bản của The Brothers Johnson cho bài hát năm 1971 "Strawberry Letter 23" (được viết lời bởi Shuggie Otis) và "Bridal Chorus" từ vở nhạc kịch Lohengrin (được sáng tác bởi Richard Wagner). Đây là một bản alternative hip hop với nội dung đề cập đến những vấn đề có thể xảy ra xung quanh những cặp đôi như chia tay, ly thân và ly dị, cũng như sự oán hận giữa mẹ của người phụ nữ với bạn trai hoặc chồng cũ của con gái.
Sau khi phát hành, "Ms. Jackson" nhận được những phản ứng tích cực từ các nhà phê bình âm nhạc, trong đó họ đánh giá cao quá trình sản xuất của nó và gọi đây là một điểm nhấn nổi bật từ Stankonia. Bài hát còn lọt vào danh sách những bài hát xuất sắc nhất của nhiều ấn phẩm và tổ chức âm nhạc, bao gồm vị trí thứ 55 trong danh sách "100 Bài hát hay nhất thập niên 2000" của Rolling Stones, và gặt hái nhiều giải thưởng và đề cử tại những lễ trao giải lớn, như chiến thắng một giải Grammy cho Trình diễn Rap xuất sắc nhất của bộ đôi hoặc nhóm nhạc tại lễ trao giải thường niên lần thứ 44. "Ms. Jackson" cũng đạt được những thành công vượt trội về mặt thương mại, đứng đầu các bảng xếp hạng ở Đức, Hà Lan, Na Uy và Thụy Điển, và lọt vào top 10 ở tất cả những quốc gia nó xuất hiện, bao gồm vươn đến top 5 ở nhiều thị trường lớn như Úc, Áo, Bỉ, Đan Mạch, Pháp, Ireland, New Zealand, Thụy Sĩ và Vương quốc Anh. Tại Hoa Kỳ, bài hát đạt vị trí số một trên bảng xếp hạng Billboard Hot 100 trong một tuần, trở thành đĩa đơn quán quân đầu tiên của OutKast tại đây.
Video ca nhạc cho "Ms. Jackson" được đạo diễn bởi F. Gary Gray với cốt truyện tương tự như nội dung lời bài hát, đã gặt hái nhiều sự tán dương từ giới chuyên môn, và được yêu cầu phát sóng liên tục trên những kênh truyền hình âm nhạc như BET, MTV và VH1. Nó cũng đạt được một đề cử giải Grammy cho Video hình thái ngắn xuất sắc nhất và chiến thắng giải BET ở hạng mục Video của năm và một giải Video âm nhạc của MTV cho Video Hip-Hop xuất sắc nhất. Để quảng bá bài hát, OutKast đã trình diễn nó trên nhiều chương trình truyền hình và lễ trao giải lớn, bao gồm Saturday Night Live, Top of the Pops, chương trình đặc biệt MTV Icon: Janet Jackson, giải thưởng Âm nhạc Mỹ năm 2001 và giải Grammy lần thứ 44. Được ghi nhận là một trong những bài hát trứ danh trong sự nghiệp của nhóm, "Ms. Jackson" đã được hát lại và sử dụng làm nhạc mẫu bởi rất nhiều nghệ sĩ khác nhau, như 50 Cent, Bastille, Chance the Rapper, Kanye West và Logic.

## Danh sách bài hát
Đĩa CD tại châu Âu
1. "Ms. Jackson" (radio phối) – 4:03
2. "Ms. Jackson" (không lời) – 4:34

Đĩa CD tại Anh quốc
1. "Ms. Jackson" (radio chỉnh sửa) – 3:36
2. "Elevators (Me & You)" – 4:56
3. "Ms. Jackson" (video ca nhạc) – 4:58

Đĩa CD maxi tại Hoa Kỳ
1. "Ms. Jackson" (radio phối) – 4:03
2. "Ms. Jackson" (không lời) – 4:34
3. "Sole Sunday" (radio phối) - 4:41
4. "Sole Sunday" (không lời) - 4:41

## Xếp hạng
| Bảng xếp hạng (2000-01)                  | Vị trí cao nhất |
| ---------------------------------------- | --------------- |
| Úc (ARIA)                                | 2               |
| Áo (Ö3 Austria Top 40)                   | 3               |
| Bỉ (Ultratop 50 Flanders)                | 2               |
| Bỉ (Ultratop 50 Wallonia)                | 5               |
| Canada (Nielsen SoundScan)               | 9               |
| Đan Mạch (Tracklisten)                   | 3               |
| Châu Âu (European Hot 100 Singles)       | 1               |
| Phần Lan (Suomen virallinen lista)       | 8               |
| Pháp (SNEP)                              | 5               |
| Đức (Official German Charts)             | 1               |
| Ireland (IRMA)                           | 5               |
| Ý (FIMI)                                 | 9               |
| Hà Lan (Dutch Top 40)                    | 1               |
| Hà Lan (Single Top 100)                  | 1               |
| New Zealand (Recorded Music NZ)          | 5               |
| Na Uy (VG-lista)                         | 1               |
| Romania (Romanian Top 100)               | 6               |
| Thụy Điển (Sverigetopplistan)            | 1               |
| Thụy Sĩ (Schweizer Hitparade)            | 2               |
| Anh Quốc (OCC)                           | 2               |
| Anh Quốc R&B (OCC)                       | 1               |
| Hoa Kỳ Billboard Hot 100                 | 1               |
| Hoa Kỳ Hot R&B/Hip-Hop Songs (Billboard) | 1               |
| Hoa Kỳ Pop Airplay (Billboard)           | 13              |

| Bảng xếp hạng (2001)                 | Vị trí |
| ------------------------------------ | ------ |
| Australia (ARIA)                     | 17     |
| Austria (Ö3 Austria Top 75)          | 21     |
| Belgium (Ultratop 50 Flanders)       | 21     |
| Belgium (Ultratop 50 Wallonia)       | 28     |
| Denmark (Tracklisten)                | 8      |
| Europe (European Hot 100 Singles)    | 11     |
| Finland (Suomen virallinen lista)    | 71     |
| France (SNEP)                        | 45     |
| Germany (Official German Charts)     | 12     |
| Italy (FIMI)                         | 54     |
| Netherlands (Dutch Top 40)           | 34     |
| Netherlands (Single Top 100)         | 50     |
| Norway Winter Period (VG-lista)      | 2      |
| Romania (Romanian Top 100)           | 79     |
| Sweden (Sverigetopplistan)           | 15     |
| Switzerland (Schweizer Hitparade)    | 24     |
| UK Singles (Official Charts Company) | 43     |
| US Billboard Hot 100                 | 25     |
| US Hot Rap Songs (Billboard)         | 3      |
| US Hot R&B/Hip-Hop Songs (Billboard) | 18     |

| Bảng xếp hạng (2000-09)              | Vị trí |
| ------------------------------------ | ------ |
| US Hot R&B/Hip-Hop Songs (Billboard) | 88     |

## Chứng nhận
| Quốc gia                                                                           | Chứng nhận | Số đơn vị/doanh số chứng nhận |
| ---------------------------------------------------------------------------------- | ---------- | ----------------------------- |
| Úc (ARIA)                                                                          | Bạch kim   | 70.000^                       |
| Bỉ (BEA)                                                                           | Vàng       | 15.000*                       |
| Đan Mạch (IFPI Đan Mạch)                                                           | Vàng       | 30.000^                       |
| Pháp (SNEP)                                                                        | Vàng       | 250.000*                      |
| Đức (BVMI)                                                                         | Vàng       | 250.000^                      |
| New Zealand (RMNZ)                                                                 | Vàng       | 5.000*                        |
| Na Uy (IFPI)                                                                       | Bạch kim   | 0*                            |
| Thụy Điển (GLF)                                                                    | Bạch kim   | 40.000^                       |
| Thụy Sĩ (IFPI)                                                                     | Vàng       | 15.000^                       |
| Anh Quốc (BPI)                                                                     | Bạch kim   | 600.000‡                      |
| Hoa Kỳ (RIAA)                                                                      | Vàng       | 500.000^                      |
| * Chứng nhận dựa theo doanh số tiêu thụ. ^ Chứng nhận dựa theo doanh số nhập hàng. |            |                               |